# Ciutat antitaurina

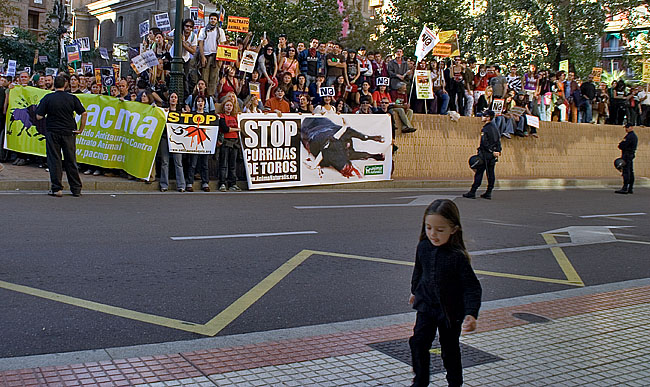
Manifestació antitaurina a Saragossa.

Ciutat antitaurina (o municipi abolicionista)
 és una declaració d'estatus ètic i polític adoptada pels municipis que no volen donar suport a esdeveniments de la tauromàquia en el seu país de cap manera i declaren que estan en contra de la pràctica de la tauromàquia i a favor dels principis dels drets dels animals.
El concepte de ciutat antitaurina, tanmateix, no prohibeix la pràctica de les curses. Per la mateixa declaració adoptada per municipis, associacions i organitzacions locals que protegeixen els animals persegueixen emprar la seva influència i pressió amb els alcaldes en el sentit que declarin les seves ciutats com antitaurines.
La manera d'implementació de les campanyes no és necessàriament igual en tots els països. Cada organització local decideix l'estratègia que prefereix emprar, sempre prenent en compte diferents aspectes polítics. Una de les estratègies adoptades per algunes campanyes d'organitzacions augmentar la sensibilització entre els turistes que visiten les ciutats amb tradicions taurines, per realitzar pressió econòmica com a factor dissuasiu i penalitzar la tauromàquia.

## Història
La primera ciutat a adoptar el concepte de «ciutat antitaurina» va ser Tossa de Mar a Catalunya, en 1989 pel llavors alcalde, Telm Zaragoza i Raig (CiU), fent-la la primera ciutat antitaurina del món.
El consell estava en un clima de malestar polític i recriminacions de diverses entitats per la protecció dels animals en contra d'un regidor de la regió, que va argumentar que era necessari promoure la tauromàquia, per què els turistes eren l'única tradició en la cultura catalana. Això va resultar en les condicions que varen iniciar el moviment.
La mentor de l'aplicació del concepte inicialment va ser Pilar Taberner, membre del partit espanyol ecologista Los Verdes, que va començar una sèrie de contactes per la creació d'un moviment internacional contra la tauromàquia nou anys abans i que va proposar a l'alcalde de Tossa de Mar, Telm Zaragoza, declarar la seva ciutat antitaurina.
Abans, en 1988, Pilar Taberner va ser present en la realització d'una conferència internacional en Gijon, al nord d'Espanya, amb la participació d'entitats de diversos països per trobar un camí conjunt per combatre la tauromàquia i on va aparèixer la primera idea de sol·licitar als alcaldes espanyols que declarassin les seves ciutats com antitaurines.
La mateixa idea eventualment va servir com a base de la proposició per a resoldre la controvèrsia de Tossa de Mar, com van recordar els responsables uns 19 anys després de l'event: "L'alcalde, el senyor Telm Zaragoza, volia parar l'escàndol i em va preguntar com, i li vaig suggerir declarar la ciutat com antitaurina."
L'alcalde, llavors, va acceptar la suggeriment de l'activista, que va portar a la declaració de la primera ciutat d'aquest tipus en tot el món.
Pilar Taberner comenta que, de totes maneres, la implementació de la iniciativa va estar també influenciada per una estratègia de disseminació dirigida a molts països.
D'acord amb l'activista, l'alcalde "hauria oblidat la promesa si no s'haguessin rebut milers de cartes de felicitació de tot el món", que ho va fer públic "i això va ser necessitar
 de tenir continuïtat."
Amb l'acció de Tossa de Mar es va a assentar pel desenvolupament del concepte de ciutat antitaurina, que va ésser estès cap a moltes altres ciutats.
Anys després, diverses organitzacions de protecció dels animals de diversos països van adoptar el concepte i van iniciar iniciatives i campanyes amb l'objectiu que ciutats on hi hagi curses de braus s'apliqués el mateix concepte.
L'acceptació d'aquest concepte no ha sigut sempre fàcil, que ha requerit una gran sensibilització entre les entitats polítiques en un conteste amb molts arguments a favor i en contra de les activitats de la tauromàquia.

## Ciutats i pobles antitaurins[calcitació]

### Colòmbia
1. Medellín (Febrer 2008)
2. Zapatoca (Febrer 2008)
3. Bello (Juliol 2008)

### Espanya
1. Coslada (2005 - Comunitat de Madrid)
2. Basauri (Juny 2008 - Comunitat Autònoma del País Basc)
3. Castrillón (Juliol 2008 - Astúries)
4. Costitx (Juliol 2009 - Mallorca, Illes Balears)

### França
1. Mouans-Sartoux (Desembre 2004 )
2. Bully-les-Mines (Desembre 2006)
3. Montignac (Novembre 2007)

### Portugal
1. Viana do Castelo (Desembre 2008)[6]
2. Póvoa de Varzim (Juliol 2018)

### Veneçuela
1. Carrizal (Octubre 2008)
2. Caracas (Abril 2009)